# Мясникович, Михаил Владимирович
Михаи́л Влади́мирович Мяснико́вич (бел. Міхаі́л Уладзі́міравіч Мясніко́віч; род. 6 мая 1950, Новый Снов, Барановичская область, Белорусская ССР) — белорусский государственный деятель. Председатель Коллегии Евразийской экономической комиссии с 1 февраля 2020 по 1 февраля 2024 года.
Премьер-министр Белоруссии (28 декабря 2010 — 27 декабря 2014). Председатель Совета Республики Национального собрания Республики Беларусь (16 января 2015 — 6 декабря 2019).

## Биография
Михаил Мясникович родился 6 мая 1950 года в деревне Новый Снов Несвижского района Минской области.
В 1967 году с серебряной медалью окончил Сновскую среднюю школу.
В 1972 году окончил Брестский инженерно-строительный институт. В 1989 году окончил Минскую высшую партийную школу.
Кандидат экономических наук (1994), доктор экономических наук (1998), профессор (2003), член-корреспондент Национальной академии наук Беларуси (2009). Почётный доктор Санкт-Петербургского государственного экономического университета (2008) и Вьетнамской Академии наук и технологий (2011), почётный профессор Брестского государственного технического университета (2013), почётный профессор Белорусского государственного университета (2017). Подготовил трёх кандидатов наук и одного доктора наук.
Во время президентских выборов в Беларуси (1994) возглавлял избирательный штаб Вячеслава Кебича. Во время избирательной кампании его резко критиковали сподвижники кандидата в президенты Александра Лукашенко. После выборов Мясникович получил предложение работать в команде Лукашенко.
В 1995 году получил предложение возглавить администрацию президента. Сторонник союза России и Беларуси, а также СНГ. С октября 2001 года президент, а с октября 2004 — Председатель Президиума НАН Беларуси.
С 28 декабря 2010 года по 27 декабря 2014 года — Премьер-министр Республики Беларусь. Председатель Совета Республики Национального собрания Республики Беларусь с 16 января 2015 года. Член Совета Республики Национального собрания Республики Беларусь с 27 декабря 2014 года.

## Карьера

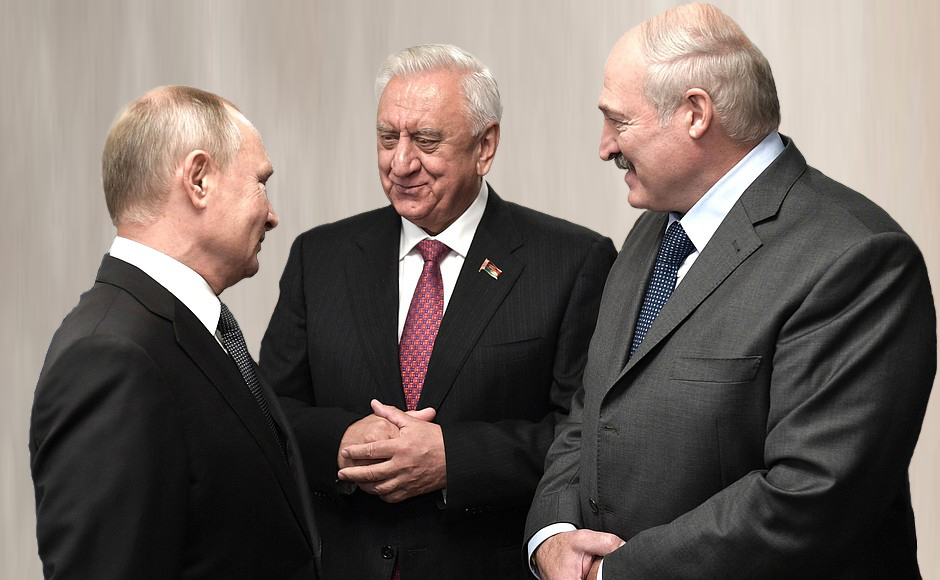
Во время V Форума регионов Беларуси и России, 12 октября 2018 года, Могилёв

1972 — 1973 годы служба в Советской армии. С 1973 по 1983 годы работал на инженерных и руководящих должностях в производственном объединении «Минскводокал» и Управлении предприятий коммунального обслуживания Мингорисполкома.
- 1983—1984 годы — председатель исполнительного комитета Советского районного Совета народных депутатов Минска.
- 1984 год — назначен заместителем председателя Минского горисполкома.
- 1985—1986 годы — секретарь Минского горкома КПБ.
- 1986—1990 годы — Министр жилищно-коммунального хозяйства БССР.
- 1990 год — заместитель Председателя Совета Министров БССР, председатель Государственного комитета БССР по экономике и планированию.
- 1991—1994 годы — первый заместитель Председателя Совета Министров Республики Беларусь.
- С 22 июля 1994 года[6] — по 10 октября 1995 года — заместитель Премьер-министра Республики Беларусь.
- 10 октября 1995 года — 12 сентября 2001 года — Глава Администрации Президента Республики Беларусь.
- С 12 сентября 2001 года — помощник Президента Республики Беларусь по особым поручениям.
- 19 октября 2001 года — назначен президентом Национальной академии наук Беларуси.
- С октября 2004 года — Председатель Президиума Национальной академии наук Беларуси.
- С 28 декабря 2010 года — по 27 декабря 2014 года Премьер-министр Республики Беларусь.
- 16 января 2015 года — избран председателем Совета Республики Национального собрания Республики Беларусь пятого созыва.
- 12 октября 2016 года — 6 декабря 2019 Председатель Совета Республики Национального собрания Республики Беларусь шестого созыва.
- С 1 февраля 2020 года по 31 января 2024 года — Председатель Коллегии Евразийской экономической комиссии.

## Награды
- Орден Отечества II степени (18 декабря 2020) — за многолетний плодотворный труд в государственных органах, значительный личный вклад в развитие интеграционных процессов на евразийском пространстве, последовательное отстаивание интересов Республики Беларусь и реализацию государственной политики[7][8].
- Орден Отечества III степени (8 июня 2000) — за многолетнюю плодотворную работу в органах государственного управления, активную общественную деятельность[9].
- Орден Дружбы (8 декабря 2009, Россия) — за большой вклад в развитие российско-белорусского сотрудничества и дальнейшее сближение народов России и Белоруссии[10].
- Медаль Столыпина П. А. I степени (17 января 2024, Правительство Российской Федерации, Россия) — за большой личный вклад в развитие интеграционного взаимодействия в Евразийском экономическом союзе[11].
- Орден Дружбы Китайской Народной Республики (2010).
- Орден «Знак Почёта» (1981).
- Медаль «За укрепление парламентского сотрудничества» (21 ноября 2019, Межпарламентская ассамблея СНГ) — за особый вклад в развитие парламентаризма, укрепление демократии, обеспечение прав и свобод граждан в государствах — участниках Содружества Независимых Государств[12].
- Медаль «МПА СНГ. 25 лет» (27 марта 2017, Межпарламентская ассамблея СНГ) — за заслуги в деле развития и укрепления парламентаризма, за вклад в развитие и совершенствование правовых основ функционирования Содружества Независимых Государств, укрепление международных связей и межпарламентского сотрудничества[13].
- Медаль «За вклад в развитие Евразийского экономического союза» (9 декабря 2022, Высший совет Евразийского экономического союза)[14].
- Медаль «10 лет Евразийскому экономическому союзу» (26 декабря 2024, Высший Евразийский экономический совет)[15]
- Орден Белорусской православной церкви Святителя Кирилла Туровского I степени (2010).
- Почётный гражданин города Несвиж.
- Имеет три благодарности Президента Республики Беларусь, почетные грамоты Совета Министров Республики Беларусь и Национального собрания Республики Беларусь.
- Медали Республики Беларусь.
- Медаль ВДНХ СССР.
- Медали Норберта Винера за достижения в науке (2005), «За заслуги» Федерации космонавтики России (2007), Дмитрия Кантемира Национальной академии наук Молдовы (2009), Большая золотая медаль Национальной академии наук Республики Армения (2010).
- Нагрудный знак "Золотая медаль Национальной академии наук Беларуси «За большой вклад в развитие науки» (2014).
- Нагрудный знак отличия имени В. М. Игнатовского Национальной академии наук Беларуси (2018).

## Семья
Отец — Владимир Михайлович, умер в 1973 году в возрасте 67 лет. Мать — Ольга Адамовна, скончалась в 2007 году в возрасте 88 лет.
Жена — Людмила Николаевна, по образованию экономист, работала в Белпромстройбанке.
Дочь — Ольга. Сын — Дмитрий. Четверо внуков.